# گل‌های وحشی
گل‌های وحشی (چکی: Kytice) یک فیلم درام ترسناک چکی به کارگردانی فرانتیشک آنتونین برابتس است که در سال ۲۰۰۰ منتشر شد.

## بازیگران
- لیندا ریبووا
- بولک پولیوکا
- کارل دوبری
- استلا زازورکووا
- یانا اشواندووا
- آلنا میهولووا
- آنا گیسلرووا
- ویرا گالانیکووا
- نینا دیویشکووا
- زوزانا بیجوفسکا
- یرژی شمیتزر
- کارل رودن
- مارتینا گاسپاروویچ بزوشکووا